# Брокет (Північна Дакота)
Брокет (англ. Brocket) — місто (англ. city) в США, в окрузі Ремсі штату Північна Дакота. Населення — 34 особи (2020).

## Географія
Брокет розташований за координатами 48°12′39″ пн. ш. 98°21′19″ зх. д. / 48.21083° пн. ш. 98.35528° зх. д. (48.210813, -98.355405).  За даними Бюро перепису населення США в 2010 році місто мало площу 2,01 км², з яких 2,01 км² — суходіл та 0,01 км² — водойми.

## Демографія
Згідно з переписом 2010 року, у місті мешкало 57 осіб у 25 домогосподарствах у складі 17 родин. Густота населення становила 28 осіб/км².  Було 38 помешкань (19/км²).
Расовий склад населення:
| - 100,0 % — білих |

До двох чи більше рас належало 0,0 %. Частка іспаномовних становила 0,0 % від усіх жителів.
За віковим діапазоном населення розподілялося таким чином: 21,1 % — особи молодші 18 років, 52,6 % — особи у віці 18—64 років, 26,3 % — особи у віці 65 років та старші. Медіана віку мешканця становила 50,5 року. На 100 осіб жіночої статі у місті припадало 137,5 чоловіків;  на 100 жінок у віці від 18 років та старших — 136,8 чоловіків також старших 18 років.
Середній дохід на одне домашнє господарство  становив 60 666 доларів США (медіана — 58 750), а середній дохід на одну сім'ю — 70 192 долари (медіана — 73 750). За межею бідності перебувало 1,1 % осіб, у тому числі 0,0 % дітей у віці до 18 років та 9,1 % осіб у віці 65 років та старших.
Цивільне працевлаштоване населення становило 37 осіб. Основні галузі зайнятості: мистецтво, розваги та відпочинок — 27,0 %, роздрібна торгівля — 18,9 %, публічна адміністрація — 18,9 %.